# 398
Cette page concerne l'année 398  du calendrier julien. Pour l'année 398 av. J.-C., voir 398 av. J.-C. Pour le nombre 398, voir 398 (nombre).
L'année 398 est une année commune qui commence un vendredi.

## Événements
- 6 février : édit sur l’hospitalité. Un édit impérial oblige les propriétaires fonciers romains à céder le tiers de leurs domaines aux Barbares qui s'installent dans l'Empire[1].
- 26 février : Jean Chrysostome est ordonné patriarche de Constantinople (fin en 404)[2].
- Printemps : 
  - Flavius Eutrope, chambellan d'Arcadius, mène une campagne victorieuse en Cappadoce contre les Huns qui sont refoulés vers l'Arménie[3].
  - L'empereur d'Occident Honorius épouse la fille de Stilicon, Marie. Après sa mort en 407, il épousera son autre fille Thermantia (408)[4].
- 27 juillet : constitution d'Arcadius, qui réprime des comportements de chrétiens qui, sous prétexte d'assistance aux pauvres, menacent l'ordre public[5].
- 31 juillet : victoire de Mascezel sur le fleuve Ardalio (entre Theveste et Ammaedara), envoyé par Stilicon en Afrique à la tête d'une armée contre son frère Gildon, qui pris, se suicide ; de retour en Italie, Mascezel meurt à la suite de la rupture d'un pont près de Milan, peut-être à l'instigation de Stilicon[6].
- Septembre : transfert nocturne de reliques de Sainte-Sophie de Constantinople au martyrium de Drypia, situé à neuf milles de la capitale, cérémonie organisée conjointement par l'impératrice Eudocie et le patriarche Jean Chrysostome[7].

## Naissances en 398
- Fan Ye, historien chinois.

## Décès en 398
- Didyme l'Aveugle, théologien de l'École d'Alexandrie.